# Superintendencia de Bancos de la República Dominicana
La Superintendencia de Bancos de la República Dominicana (SB) tiene como función realizar la supervisión de las entidades de intermediación financiera de República Dominicana, de acuerdo con la Ley N.º 183–02 Monetaria y Financiera del 21 de noviembre de 2002.

## Historia

### Orígenes
Los primeros indicios de regulación bancaria en República Dominicana aparecen con el surgimiento del Banco Nacional de Santo Domingo en el año 1869. En 1909, el Estado Dominicano promulgó la primera Ley General de Bancos, estableciendo regulaciones específicas para Bancos Hipotecarios, Emisores y Refaccionarios.
Es entonces cuando surgen instituciones de crédito con las características de bancos comerciales, bajo la supervisión y control de la Secretaría de Estado de Hacienda y Comercio, denominada hoy Ministerio de Hacienda, la cual disponía de interventores nombrados por el Poder Ejecutivo en cada banco para ejercer su control.

### Creación de la Superintendencia de Bancos
El año 1947 marcó la transformación del sistema financiero dominicano con la creación de la Unidad Monetaria Dominicana, el Banco Central y la Superintendencia de Bancos.  Esta última, bajo la Ley N.º 1530 del 9 de octubre del 1947, creó los cimientos para la supervisión y regulación del sistema financiero dominicano.
El economista Virgilio Álvarez Sánchez fue el primero en asumir el cargo de Superintendente de Bancos, posición que ocupó durante dos años. En principio, la tarea de supervisión que desempeñaba esta entidad era bien simple, considerando lo limitado de las operaciones comerciales de esa época y su función principal consistía en la autorización de nuevas oficinas bancarias.

### Evolución e integración a la Junta Monetaria
La Ley N.º 1530, que dio origen a la Superintendencia de Bancos, fue modificada y sustituida por la Ley N.º 708, Ley General de Bancos, del 14 de abril del 1965, poniendo a cargo de esta entidad la aplicación y administración del régimen legal de los bancos, bajo la dependencia de la Secretaría de Estado de Finanzas, hoy Ministerio de Hacienda. 
El 3 de febrero del 1967, mediante decreto del Poder Ejecutivo se dictó el Reglamento N.º 934 “Reglamento Interior de la Superintendencia de Bancos”, en cuyo contenido se establecieron las funciones del Superintendente de Bancos y la Organización General de la Superintendencia de Bancos, así como la Estructura Organizativa formal.
Con la aprobación de la Ley N.º 183–02 Monetaria y Financiera se le da a la Superintendencia de Bancos el marco jurídico de actuación que tiene en la actualidad, con la responsabilidad de supervisar bajo plena autonomía a las instituciones de intermediación financiera, con el propósito de proteger los fondos de los ahorrantes y los derechos de los usuarios de los servicios financieros. 
Asimismo, con la promulgación de esta legislación, el Superintendente de Bancos se incorpora como miembro ex officio de la Junta Monetaria. Debido al vertiginoso crecimiento experimentado por el Sistema Financiero, tanto en el aspecto institucional como en el operativo, la Superintendencia de Bancos se ha visto en la necesidad de adecuar su estructura en múltiples ocasiones para asimilar dichos cambios, enmarcándose, además, en una profunda transformación de su marco regulatorio y de supervisión, pasando de un modelo de cumplimiento a un modelo de supervisión consolidado basado en riesgos.

## Funciones
La Superintendencia de Bancos de la República Dominicana, de acuerdo al Artículo 19 de la Ley N.º 183–02 Monetaria y Financiera del 21 de noviembre de 2002, tiene entre sus funciones:
1. Supervisar a las entidades de intermediación financiera.
2. Verificar el cumplimiento por parte de las entidades de intermediación financiera de lo dispuesto en Ley N.º 183-02 Monetaria y Financiera, Reglamentos, Instructivos y Circulares.
3. Requerir la constitución de provisiones para cubrir riesgos.
4. Exigir la regularización de los incumplimientos a las disposiciones legales y reglamentarias vigentes
5. Imponer las correspondientes sanciones, a excepción de las que aplique el Banco Central, en virtud de la citada ley.
6. Proponer las autorizaciones o revocaciones de entidades financieras que deba evaluar la Junta Monetaria, así como someter a ese organismo los proyectos de reglamentos en las materias propias de su ámbito de competencia.

## Listado de Superintendentes
| Superintendente          | Período   |
| ------------------------ | --------- |
| Virgilio Álvarez Sánchez | 1947-1949 |
| José Machado             | 1949-1954 |
| Milton Messina           | 1954-1954 |
| Héctor García            | 1954-1955 |
| Héctor Sturla            | 1955-1955 |
| Fidel Méndez             | 1955-1956 |
| Salvador Lluberes        | 1956-1959 |
| Manuel de Pool           | 1959-1960 |
| Antonio Tellado          | 1960-1960 |
| Salvador Ortíz           | 1960-1960 |
| Milton Messina           | 1960-1961 |
| Amado Hernández          | 1961-1961 |
| Jaime Fernández          | 1961-1961 |
| Eduardo García           | 1961-1962 |
| Mario Ginebra            | 1962-1962 |
| Fidel Méndez             | 1955-1956 |
| Virgilio Maynardi        | 1962-1963 |
| Bolivar Batista          | 1963-1965 |
| Delio Canela             | 1965-1966 |
| Salvador Mella           | 1966-1967 |
| Máximo García            | 1967-1974 |
| Juan Garrido             | 1974-1975 |
| Altagracia Bautista      | 1975-1977 |
| Julio Báez               | 1977-1977 |
| Máximo García            | 1978-1978 |
| Antonio Alma             | 1978-1982 |
| Diógenes Peña            | 1982-1982 |
| Frixo Messina            | 1982-1985 |
| Sofía Sanchez Baret      | 1985-1986 |
| Emilio Peguero           | 1986-1988 |
| Zeneida Santos           | 1988-1988 |
| Juan Séliman             | 1988-1989 |
| Rafael Collado           | 1989-1990 |
| Jorge Martinez           | 1990-1991 |
| Hermes Quezada           | 1991-1993 |
| Persia Álvarez           | 1993-1996 |
| José Santos              | 1996-1997 |
| Vicente Bengoa           | 1997-2000 |
| Alberto Atallah          | 2000-2003 |
| Julio Cross              | 2003-2004 |
| Rafael Camilo            | 2004-2009 |
| Haivanjoe Cortiñas       | 2009-2012 |
| Rafael Camilo            | 2012-2014 |
| Luis Asunción            | 2014-2020 |
| Alejandro Fernández W.   | 2020-     |

## Dependencias de la SB

### Oficina de Servicios y Protección al Usuario (ProUsuario)
La Oficina de Servicios y Protección al Usuario (ProUsuario), es una dependencia de la Superintendencia, que se encarga de proporcionar asistencia y apoyo a los usuarios del sistema financiero. Amparada en el Reglamento de Protección al Usuario de los Productos y Servicios Financieros, dictado por Junta Monetaria el 5 de febrero de 2015 y modificado en 30 de septiembre de 2015, entre sus principales obligaciones se encuentra atender las consultas, denuncias y reclamaciones que presentan los usuarios con relación a los servicios prestados por las entidades financieras y las demás entidades reguladas por la Superintendencia de Bancos.

## Entidades reguladas por la SB
La Superintendencia de Bancos tiene bajo su cargo la regulación de las Entidades de Intermediación Financiera (EIF), Entidades de Intermediación Cambiaria (EIC), Sociedades de Información Crediticia, Subagentes Bancarios, entre otras.
Las EIF se subdividen en distintos grupos:
- Bancos Comerciales,
- Bancos de Ahorro y Crédito
- Asociaciones de Ahorros y Préstamo
- Corporaciones de Crédito